# Kotka Eagles
I Kotka Eagles sono una squadra di football americano di Kotka, in Finlandia; fondati nel 2013, partecipano alla I-divisioona finlandese (maschile e femminile) e alla Baltic Sea League.

## Dettaglio stagioni

### Tornei nazionali

#### Campionato

##### Vaahteraliiga
| Stagione | regular season | regular season | regular season | regular season | regular season | regular season | playoff | playoff | playoff | playoff | playoff | playoff   | playoff    |
|          | Vin            | Par            | Per            | Tot            | PF             | PS             | Vin     | Per     | Tot     | PF      | PS      | risultato | avversaria |
| -------- | -------------- | -------------- | -------------- | -------------- | -------------- | -------------- | ------- | ------- | ------- | ------- | ------- | --------- | ---------- |
| 2022     | 0              | 0              | 12             | 12             | 95             | 587            | -       | -       | -       | -       | -       | -         | -          |
| Totale   | 0              | 0              | 12             | 12             | 95             | 587            | -       | -       | -       | -       | -       |           |            |

Fonti: Enciclopedia del Football - A cura di Massimo Mezzetti

##### I-divisioona
| Stagione | regular season | regular season | regular season | regular season | regular season | regular season | playoff | playoff | playoff | playoff | playoff | playoff       | playoff                  |
|          | Vin            | Par            | Per            | Tot            | PF             | PS             | Vin     | Per     | Tot     | PF      | PS      | risultato     | avversaria               |
| -------- | -------------- | -------------- | -------------- | -------------- | -------------- | -------------- | ------- | ------- | ------- | ------- | ------- | ------------- | ------------------------ |
| 2018     | 5              | 0              | 3              | 8              | 289            | 199            | 1       | 1       | 2       | 35      | 63      | Spagettimalja | Helsinki Wolverines      |
| 2019     | 8              | 0              | 0              | 8              | 398            | 127            | 2       | 0       | 2       | 64      | 26      | Campioni      | Pori Bears               |
| 2020     | 5              | 0              | 0              | 5              | 246            | 44             | 1       | 1       | 2       | 58      | 20      | Spagettimalja | United Newland Crusaders |
| 2021     | 3              | 0              | 3              | 6              | 163            | 125            | 2       | 0       | 2       | 69      | 42      | Campioni      | Tampere Saints           |
| 2023     | 6              | 0              | 1              | 6              | 345            | 147            | 0       | 1       | 1       | 21      | 23      | Semifinale    | Pirkkala Spartans        |
| Totale   | 27             | 0              | 7              | 34             | 1441           | 642            | 6       | 3       | 9       | 247     | 174     |               |                          |

Fonti: Enciclopedia del Football - A cura di Massimo Mezzetti

##### Naisten I-divisioona
| Stagione | regular season | regular season | regular season | regular season | regular season | regular season | playoff | playoff | playoff | playoff | playoff | playoff    | playoff              |
|          | Vin            | Par            | Per            | Tot            | PF             | PS             | Vin     | Per     | Tot     | PF      | PS      | risultato  | avversaria           |
| -------- | -------------- | -------------- | -------------- | -------------- | -------------- | -------------- | ------- | ------- | ------- | ------- | ------- | ---------- | -------------------- |
| 2018     | 4              | 0              | 2              | 6              | 118            | 126            | 0       | 1       | 1       | 0       | 36      | Semifinale | Turku Trojans        |
| 2019     | 4              | 0              | 2              | 6              | 206            | 82             | 0       | 1       | 1       | 20      | 60      | Semifinale | Mikkeli Bouncers     |
| 2020     | 3              | 0              | 1              | 4              | 134            | 56             | 1       | 1       | 2       | 52      | 52      | Finale     | Mikkeli Bouncers     |
| 2021     | 5              | 0              | 1              | 6              | 214            | 8              | 0       | 1       | 1       | 14      | 53      | Semifinale | Tampere Saints       |
| 2022     | 3              | 0              | 2              | 5              | 86             | 85             | 1       | 1       | 2       | 34      | 40      | Finale     | Oulu Northern Lights |
| 2023     | 2              | 0              | 4              | 6              | 110            | 127            | 0       | 1       | 1       | 8       | 13      | Semifinale | Wasa Royals          |
| Totale   | 21             | 0              | 12             | 33             | 868            | 920            | 2       | 6       | 8       | 128     | 254     |            |                      |

Fonti: Enciclopedia del Football - A cura di Massimo Mezzetti

##### II-divisioona
| Stagione | regular season | regular season | regular season | regular season | regular season | regular season | playoff | playoff | playoff | playoff | playoff | playoff   | playoff        |
|          | Vin            | Par            | Per            | Tot            | PF             | PS             | Vin     | Per     | Tot     | PF      | PS      | risultato | avversaria     |
| -------- | -------------- | -------------- | -------------- | -------------- | -------------- | -------------- | ------- | ------- | ------- | ------- | ------- | --------- | -------------- |
| 2017     | 8              | 0              | 1              | 9              | 341            | 78             | 2       | 0       | 2       | 75      | 27      | Campioni  | Hanko Sun City |
| Totale   | 8              | 0              | 1              | 9              | 341            | 78             | 2       | 0       | 2       | 75      | 27      |           |                |

Fonti: Enciclopedia del Football - A cura di Massimo Mezzetti

##### Naisten II-divisioona
| Stagione | regular season | regular season | regular season | regular season | regular season | regular season | playoff | playoff | playoff | playoff | playoff | playoff     | playoff         |
|          | Vin            | Par            | Per            | Tot            | PF             | PS             | Vin     | Per     | Tot     | PF      | PS      | risultato   | avversaria      |
| -------- | -------------- | -------------- | -------------- | -------------- | -------------- | -------------- | ------- | ------- | ------- | ------- | ------- | ----------- | --------------- |
| 2016     | 4              | 0              | 0              | 4              | 166            | 66             | 1       | 0       | 1       | 18      | 16      | Campionesse | Lohja Lionesses |
| 2017     | 4              | 0              | 3              | 7              | 246            | 243            | 0       | 1       | 1       | 0       | 57      | Semifinale  | Kuopio Steelers |
| Totale   | 8              | 0              | 3              | 11             | 412            | 309            | 1       | 1       | 2       | 18      | 73      |             |                 |

Fonti: Enciclopedia del Football - A cura di Massimo Mezzetti

##### III-divisioona (a 11 giocatori)
| Stagione | regular season | regular season | regular season | regular season | regular season | regular season | playoff | playoff | playoff | playoff | playoff | playoff    | playoff              |
|          | Vin            | Par            | Per            | Tot            | PF             | PS             | Vin     | Per     | Tot     | PF      | PS      | risultato  | avversaria           |
| -------- | -------------- | -------------- | -------------- | -------------- | -------------- | -------------- | ------- | ------- | ------- | ------- | ------- | ---------- | -------------------- |
| 2014     | 3              | 0              | 5              | 8              | 82             | 153            | -       | -       | -       | -       | -       | -          | -                    |
| 2015     | 6              | 0              | 2              | 8              | 312            | 88             | 1       | 1       | 2       | 42      | 38      | Semifinale | Nokia Ghosthunters   |
| 2016     | 7              | 0              | 1              | 8              | 323            | 122            | 2       | 0       | 2       | 95      | 28      | Campioni   | Oulu Northern Lights |
| Totale   | 16             | 0              | 8              | 24             | 717            | 363            | 3       | 1       | 4       | 137     | 66      |            |                      |

Fonti: Enciclopedia del Football - A cura di Massimo Mezzetti

### Tornei internazionali

#### Baltic Sea League
| Stagione | regular season | regular season | regular season | regular season | regular season | regular season | playoff | playoff | playoff | playoff | playoff | playoff     | playoff     |
|          | Vin            | Par            | Per            | Tot            | PF             | PS             | Vin     | Per     | Tot     | PF      | PS      | risultato   | avversaria  |
| -------- | -------------- | -------------- | -------------- | -------------- | -------------- | -------------- | ------- | ------- | ------- | ------- | ------- | ----------- | ----------- |
| 2016     | -              | -              | -              | -              | -              | -              | 1       | 1       | 2       | 39      | 38      | Baltic Bowl | Minsk Zubrs |
| Totale   | -              | -              | -              | -              | -              | -              | 1       | 1       | 2       | 39      | 38      |             |             |

Fonti: Enciclopedia del Football - A cura di Massimo Mezzetti

### Riepilogo fasi finali disputate
| Anno              | Luogo    | Evento                | Fase del torneo | Incontro                                | Risultato |
| 22 agosto 2015    | Nokia    | III-divisioona        | Semifinale      | Nokia Ghosthunters - Kotka Eagles       | 12 - 7    |
| 7 agosto 2016     | Kotka    | Naisten II-divisioona | Finale          | Kotka Eagles - Lohja Lionesses          | 18 - 16   |
| 28 agosto 2016    | Oulu     | III-divisioona        | Tinamalja       | Oulu Northern Lights - Kotka Eagles     | 28 - 46   |
| 15 ottobre 2016   | Riga     | Baltic Sea League     | Baltic Bowl     | Kotka Eagles - Minsk Zubrs              | 0 - 38    |
| 13 agosto 2017    | Kuopio   | Naisten II-divisioona | Semifinale      | Kuopio Steelers - Kotka Eagles          | 57 - 0    |
| 26 agosto 2017    | Kotka    | II-divisioona         | Rautamalja      | Kotka Eagles - Hanko Sun City           | 33 - 21   |
| 21 agosto 2018    | Turku    | Naisten I-divisioona  | Semifinale      | Turku Trojans - Kotka Eagles            | 36 - 0    |
| 1º settembre 2018 | Helsinki | I-divisioona          | Spagettimalja   | Helsinki Wolverines - Kotka Eagles      | 42 - 8    |
| 17 agosto 2019    | Kotka    | I-divisioona          | Spagettimalja   | Kotka Eagles - Pori Bears               | 30 - 20   |
| 24 agosto 2019    | Mikkeli  | Naisten I-divisioona  | Semifinale      | Mikkeli Bouncers - Kotka Eagles         | 60 - 20   |
| 5 settembre 2020  | Kotka    | I-divisioona          | Spagettimalja   | Kotka Eagles - United Newland Crusaders | 10 - 20   |
| 6 settembre 2020  | Mikkeli  | Naisten I-divisioona  | Finale          | Mikkeli Bouncers - Kotka Eagles         | 28 - 8    |
| 27 agosto 2021    | Kotka    | Naisten I-divisioona  | Semifinale      | Kotka Eagles - Tampere Saints           | 14 - 53   |
| 11 settembre 2021 | Tampere  | I-divisioona          | Spagettimalja   | Tampere Saints - Kotka Eagles           | 20 - 35   |
| 27 agosto 2022    | Oulu     | Naisten I-divisioona  | Finale          | Oulu Northern Lights - Kotka Eagles     | 34 - 6    |
| 30 luglio 2023    | Vaasa    | Naisten I-divisioona  | Semifinale      | Wasa Royals - Kotka Eagles              | 13 - 8    |
| 12 agosto 2023    | Kotka    | I-divisioona          | Semifinale      | Kotka Eagles - Pirkkala Spartans        | 21 - 23   |

## Palmarès
- 2 Spagettimalja (2019, 2021)
- 1 Rautamalja (1991, 2017)
- 1 Naisten II-divisioona (2016)
- 1 Tinamalja (2016)